# Выдворение (миграция)
Выдворе́ние (англ. pushback) — неформальный термин,  относящийся к «набору государственных мер, с помощью которых беженцы и мигранты вытесняются обратно через границу — обычно сразу после того, как они её пересекли, — без учета их индивидуальных обстоятельств и без какой-либо возможности подать заявление о предоставлении убежища». Практика выдворения нарушает запрет на коллективную высылку иностранцев, зафиксированный  в Протоколе 4 Европейской конвенции о правах человека, и часто нарушает запрет международного права на невысылку.

## Юридический аспект
Европейская конвенция по правам человека дает право любому соискателю право на рассмотрение заявления о предоставлении убежища, даже в случае нелегального пересечения границы. Насильственное возвращение не допускается (принцип non-refoulement).

## Примеры
Белоруссия и Литва
В октябре 2021 года польский парламент принял поправку, разрешающую пограничной охране немедленно выдворять мигрантов, нелегально перешедших границу. Аналогичный закон был принят в Литве в августе того же года. Число нелегалов, возвращенных в Белоруссию измеряется тысячами.
Комиссар Совета Европы Дуня Миятович призвала страны ЕС противодействовать попыткам введения практики выдворения, которую она назвала незаконной. На вопрос о действиях Литвы Миятович пояснила, что правительство Литвы должно рассматривать предоставление убежища или отказ в таковом в соответствии с законами ЕС.
Несмотря на то, что основная часть мигрантов, пытающихся попасть в Польшу и Литву, прибывает из Ирака и не имеет проблем с властями Белоруссии, Human Rights Watch считает, что Белоруссия для них небезопасна.

Российская Федерация
Необходимо также иметь ввиду, что в отдельных случаях выдворение может являться практически единственно законным и наиболее удобным для выдворяемого лица способом покинуть территорию государства, в котором иностранец находится незаконно и без необходимой визы. Так, адвокат Станислав Кшевицкий из "Юридической фирмы по экстрадиции" (Extradition Law Firm) сообщил РИА Новости, что гражданин США Дерек Дэниел Денхэм, который нелегально пребывал на территории Российской Федерации около четырех лет, добровольно обратился к представителям правопорядка с просьбой о его выдворении, так как стремился вернуться домой.

### Комментарии
1. ↑  Non-refoulement — базовый принцип международного права, запрещающий высылку в страны, где мигрантам, претендующим на убежище, угрожает негуманное отношение.

### Сноски
1. 1 2  Keady-Tabbal, Niamh (14 апреля 2021). "Pushbacks" as Euphemism. EJIL: Talk! (англ.). Архивировано 21 ноября 2021. Дата обращения: 30 сентября 2021.
2. 1 2  Push-back. www.ecchr.eu. Дата обращения: 30 сентября 2021. Архивировано 21 ноября 2021 года.
3. 1 2 3 4  Poland border crisis: What happens to migrants who are turned away? Архивная копия от 21 ноября 2021 на Wayback Machine, BBC, 20.11.2021
4. ↑  Американец тайно жил в России, но попросил выдворить его на родину в США. Рамблер Новости. Рамблер (23 мая 2025).